# Nico Santos
Nico Santos (né le 7 avril 1979) est un acteur philippino-américain connu principalement pour avoir interprété Mateo Liwanag, employé de la firme Cloud 9 dans la série de NBC Superstore,.

## Biographie

### Enfance
Santos né à Manille, aux Philippines, et emménage avec sa famille aux États-Unis à l'âge de 16 ans, à Gresham, dans l'Oregon. Lui et son frère fréquentent l'école secondaire Centennial, où ils sont les seuls Philippins de l'établissement. Au cours de sa première année, il assiste au séminaire d'été de l'Oregon Shakespeare Festival pour les élèves du secondaire, où il découvre son amour pour le théâtre.
Santos fréquente ensuite la Southern Oregon University. Il y étudie le théâtre puis, à la suite de critiques de son professeur de théâtre, il commence à concevoir de costumes. Il abandonne plus tard lorsqu'il fait son coming out, sa famille refusant de continuer à payer ses études.

### Carrière
Santos travaille pendant plusieurs années dans le département des costumes en tant que costumier au Oregon Shakespeare Festival.
Il déménage à San Francisco en 2001, où il travaille dans divers magasins de luxe à Union Square pendant huit ans, tout en continuant à faire du stand-up,. Il emménage à Los Angeles pour poursuivre sa carrière de stand-upper, mais a des difficultés à progresser en raison de certaines politique des clubs de comédie.
Santos revient à la comédie en 2014, lorsqu'il décroche une place dans la vitrine annuelle de la diversité de CBS. Il y entre d'abord en tant qu'écrivain. À la suite de ce coup de projecteur, il se retrouve invité à de plus en plus d'auditions, décrochant finalement un rôle dans la série télévisée de comédie NBC Superstore. Il apparaît sous le nom de Mateo Liwanag, un Philippin homosexuel sans papiers,, à l'automne 2015.
Santos joue au Bridgetown Comedy Festival en 2017.
Il a un second rôle dans la comédie romantique de 2018 Crazy Rich Asians, réalisé par Jon M. Chu.
Il apparaît également dans la pièce, Happy Talk, au printemps 2019, écrit par Jesse Eisenberg et réalisé par Scott Elliott.

## Filmographie

### Au cinéma
- 2015 : Paul Blart 2 : Super Vigile à Las Vegas de Andy Fickman : Bruyère
- 2018 : Crazy Rich Asians de Jon Chu : Olivier Tsien
- 2023 : Les Gardiens de la Galaxie 3

### À la télévision
- 2012-2013 : Chelsea Lately : lui-même
- 2014 : Ground Floor : Agent de bord
- 2014 : Go-Go Boy Interrupted : Nick
- 2014 : 2 Broke Girls : Barry
- 2015-2021 : Superstore : Mateo Fernando
- 2016 : Noches con Platanito : lui-même
- 2023 : Le Bonheur pour les débutants : Hugh